# Nashville (Ohio)
Nashville es una villa ubicada en el condado de Holmes en el estado estadounidense de Ohio. En el Censo de 2010 tenía una población de 197 habitantes y una densidad poblacional de 1.014,16 personas por km².

## Geografía
Nashville se encuentra ubicada en las coordenadas 40°35′45″N 82°6′47″O / 40.59583, -82.11306. Según la Oficina del Censo de los Estados Unidos, Nashville tiene una superficie total de 0.19 km², de la cual 0.19 km² corresponden a tierra firme y (0%) 0 km² es agua.

## Demografía
Según el censo de 2010, había 197 personas residiendo en Nashville. La densidad de población era de 1.014,16 hab./km². De los 197 habitantes, Nashville estaba compuesto por el 99.49% blancos, el 0% eran afroamericanos, el 0% eran amerindios, el 0% eran asiáticos, el 0% eran isleños del Pacífico, el 0% eran de otras razas y el 0.51% pertenecían a dos o más razas. Del total de la población el 0.51% eran hispanos o latinos de cualquier raza.